# Uliana Trofímova
Uliana Olégovna Trofímova (en uzbeco : Ульяна Олеговна Трофимова; 28 de enero de 1990 en la Provincia de Navoi, Uzbekistán, Unión Soviética), es una gimnasta rítmica uzbeca. 

## Trayectoria
Uliana Trofímova comenzó en el mundo de la gimnasia rítmica a los cinco años de edad, en su natal Navoi, en Uzbekistán. Siendo aún muy joven pasó a entrenarse en el centro de gimnasia de Novogorsk en Moscú bajo la supervisión de Irina Víner. Ganó dos medallas de plata en el concurso completo y por equipos en los Juegos Asiáticos de 2010. 
Ha participado en varios campeonatos del mundo. En 2007 participó en el Campeonato del Mundo de Patras, donde quedó en vigesimoprimer lugar en el concurso completo. Dos años después, en 2009, estuvo en el Campeonato del Mundo de Ise, donde quedó duodécima en el concurso completo individual. En el Campeonato Mundial de Moscú 2010 repitió en el duodécimo lugar del concurso general individual y fue galardonada con el Premio Alina Kabaeva. El año siguiente, 2011, participó en el Campeonato Mundial de Montpellier donde ocupó el noveno lugar en el concurso completo, fue sexta por equipos y se clasificó para la final de cinta, en la que finalizó en séptimo lugar.
Trofímova compitió en el concurso general individual de los Juegos Olímpicos de verano de 2012, a pesar de que se había lesionado durante los entrenamientos, y quedó en el lugar vigésimo en las calificaciones, por lo que no se clasificó entre las diez finalistas. Se retiró después del final de la temporada 2012.